# لباس لنگی

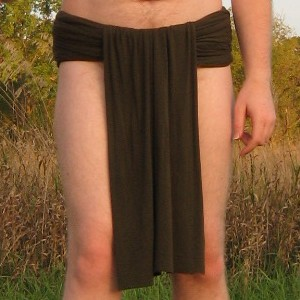

لباس لنگی یا لباس کمربندی یا لباس کمر، نوعی لباس یک تکه است که به دور شخص پیچیده می شود یا با کمربند در جای خود بسته میشود و اندام تناسلی و تا حدی باسن را می پوشاند.

## تاریخچه
لباس کمری، شکلی از لباس است که اغلب به صورت لباسی تک تکه پوشیده میشود. در طول تاریخ انسان‌ها در اکثر جوامعی که برهنگی اندام تناسلی را قبول نداشتند، این نوع لباس را پوشیده اند که اندام تناسلی آنها را بپوشاند.

## تصاویر

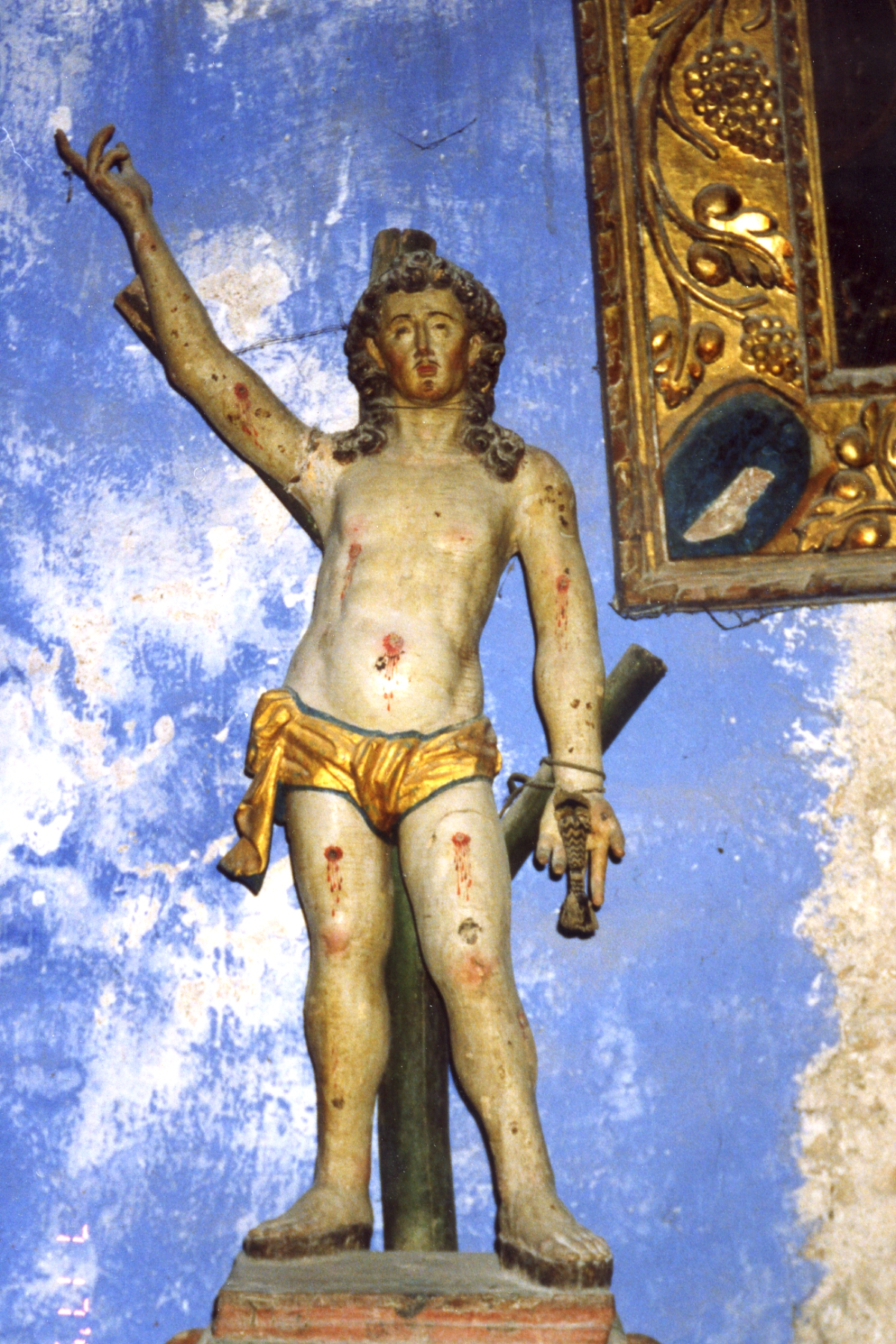
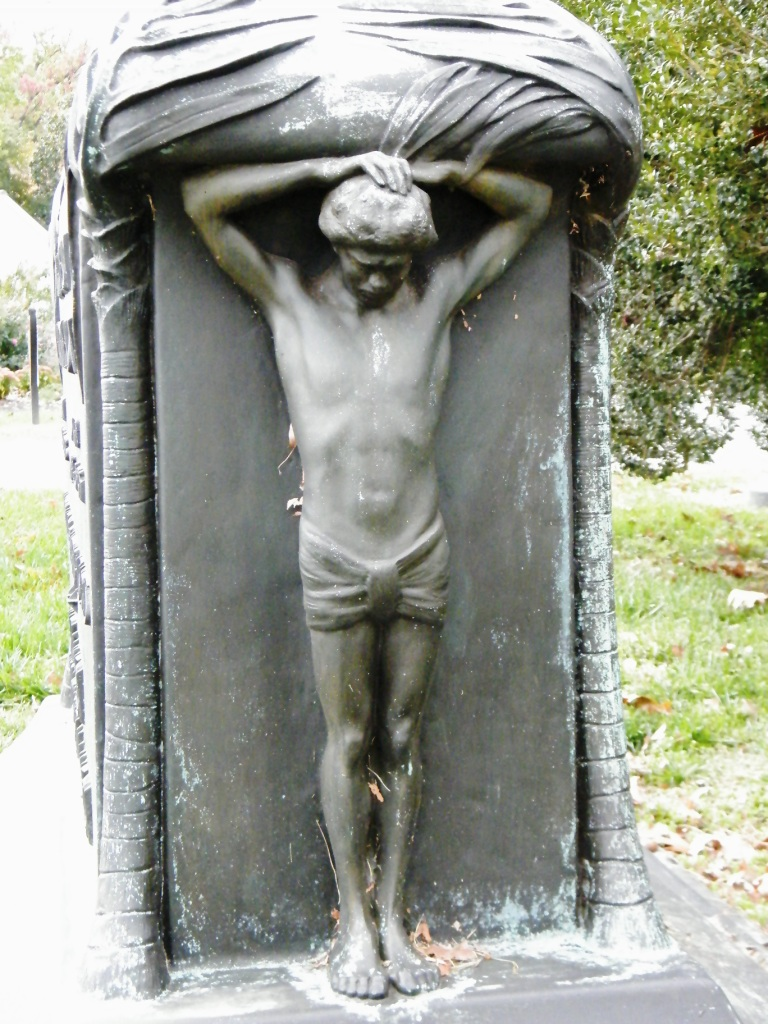
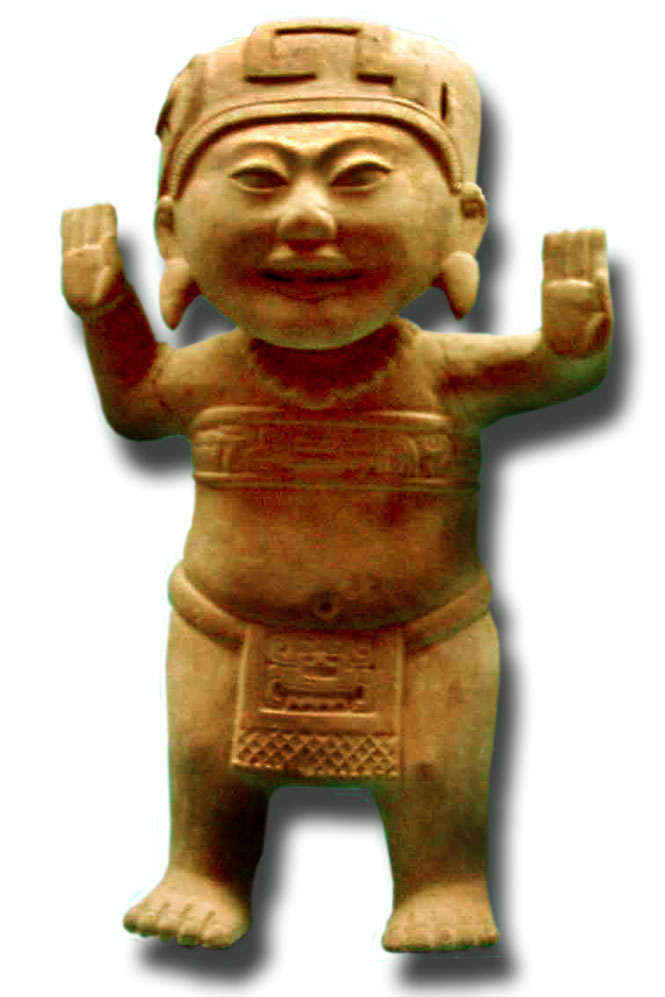
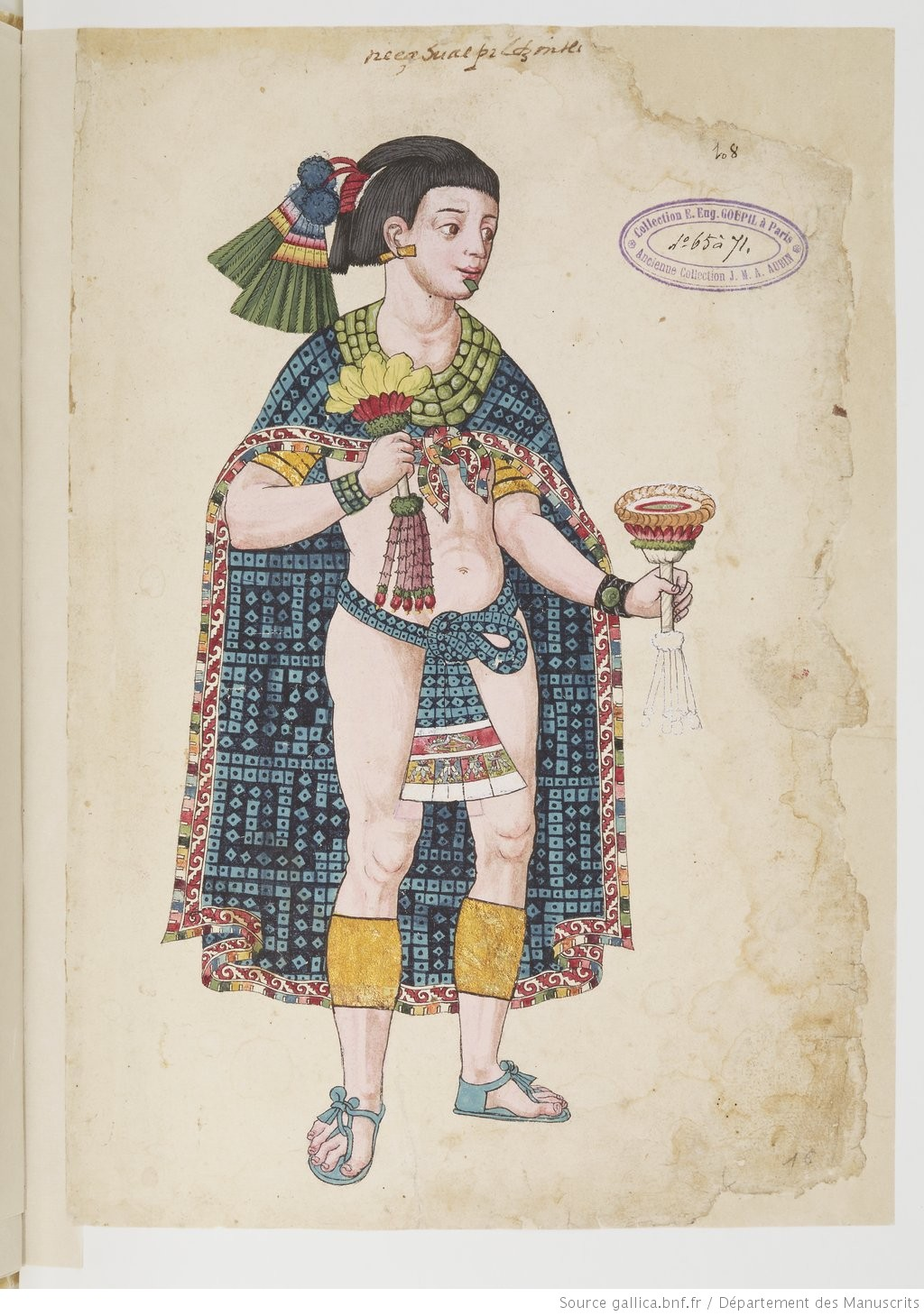